# Ратхор
Ратхор — раджпутський клан, представники якого правили у Раджпутані з центрами у Джодхпурі та Біканері. Уславилися запеклою боротьбою проти мусульман.

## Історія
За деякий відомостями веде своє походження від старовинного раджпутського клану Гаґавадалів. Середньовічна історія Ратхорів фактично починається з раджі Шиви (1250—1273). Він і наступні раджі весь час боролися проти делійських султанів. Спроба раджі Чунди (1383—1424), скинути владу султанів виявилася вдалою (скористався у 1399 році вторгненням військ Тамерлана). Проте згодом загинув у битві з володарем Мултана.
Початком піднесення клану є період володарювання раджі Джодхи (1438—1488), який звів фортецю Мандор та заснував м. Джодхпур. Був союзником відомого рані Кумбхи, разом з яким боровся проти Малавського султанату.
Марвар найбільшого розвитку досяг за раджі Малдеви (1532—1562), який з перемінним успіхом воював проти Хумаюна та Шер Шаха. У 1561 році раджа вимушений був визнати владу Великих Моголів.
У 1678 році клан Ратхор був позбавлений свого князівства Марвар внаслідок агресії падишаха Ауранґзеба. Лише після смерті останнього у 1707 році раджа Аджит Сінґх (1707—1724) повернув Марвар, у 1713 році оголосив себе магараджею.
Нащадки Аджит Сінґха деякий час контролювали значну частину Раджпутани, проте внутрішній розгардіяш і поразки у війнах з маратхами призвели до послаблення клану Ратхор. Зрештою його представники вимушені були підкоритися британській колоніальній адміністрації. Свої володіння князі Ратхор зберігали до оголошення Індією незалежності у 1947 році.